# Breuil-le-Sec
Breuil-le-Sec – miejscowość i gmina we Francji, w regionie Hauts-de-France, w departamencie Oise.
Według danych na rok 1990 gminę zamieszkiwało 2416 osób, a gęstość zaludnienia wynosiła 272 osoby/km² (wśród 2293 gmin Pikardii Breuil-le-Sec plasuje się na 106. miejscu pod względem liczby ludności, natomiast pod względem powierzchni na miejscu 540.).